# Greater San Antonio
San Antonio–New Braunfels est une région métropolitaine définie par le Bureau de la gestion et du budget. Elle se situe dans l'État américain du Texas.
Familièrement appelée Greater San Antonio (« Grand San Antonio »), cette région métropolitaine composée de huit comtés est peuplée, d'après une estimation de 2011 du recensement américain de 2 194 927 habitants, ce qui en fait la 24e plus grande région métropolitaine aux États-Unis. San Antonio–New Braunfels est la 3e plus grande région métropolitaine du Texas, après celle de Dallas–Fort Worth–Arlington (Dallas/Fort Worth Metroplex) et de Houston–The Woodlands–Sugar Land (Greater Houston).
Les principales villes de la région métropolitaine sont San Antonio, New Braunfels, Schertz et Seguin.